# Entalpie standard de formare
Entalpia de formare standard (notată {\displaystyle \Delta _{\text{f}}H^{\ominus }}) a unei substanțe compuse reprezintă cantitatea de căldură degajată sau absorbită în timpul reacției chimice de formare a acestei substanțe din elementele componente aflate în starea standard.
Cu cât aceasta este mai mică, cu atât substanța este mai stabilă.
Prin convenție, ΔHf0 a substanțelor elementare este zero.
| Compusul chimic                 | Masă molară (g/mol) | {\displaystyle \Delta H_{f(298)}^{0}} (kJ/mol) | S°298 (J/(mol•K)) |
| {\displaystyle CO_{2}(g)}       | 44,010              | -393,52                                        | 213,75            |
| {\displaystyle CO(g)}           | 28,011              | -110,58                                        | 197,6             |
| {\displaystyle NO(g)}           | 30,008              | 90,32                                          | 210,7             |
| {\displaystyle NH_{3}(g)}       | 17,031              | -45,91                                         | 192,66            |
| {\displaystyle CH_{4}(g)}       | 16,043              | -74,9                                          | 186,17            |
| {\displaystyle C_{2}H_{6}(g)}   | 30,068              | -84,7                                          | 229,57            |
| {\displaystyle C_{3}H_{8}(g)}   | 44,094              | -103,88                                        | 270,01            |
| {\displaystyle C_{4}H_{10}(g)}  | 58,12               | -124,78                                        | 310,15            |
| {\displaystyle C_{5}H_{12}(g)}  | 72,146              | -146,50                                        | 349,49            |
| {\displaystyle C_{6}H_{14}(g)}  | 86,172              | -167,25                                        | 386,95            |
| {\displaystyle C_{7}H_{16}(g)}  | 110,198             | -187,89                                        | 425,41            |
| {\displaystyle C_{8}H_{18}(g)}  | 114,224             | -208,52                                        | 463,84            |
| {\displaystyle C_{2}H_{4}(g)}   | 28,054              | 52,49                                          | 219,30            |
| {\displaystyle C_{3}H_{6}(g)}   | 42,078              | 20,42                                          | 267,03            |
| {\displaystyle C_{2}H_{2}(g)}   | 26,038              | 226,81                                         | 200,92            |
| {\displaystyle C_{6}H_{6}(g)}   | 78,108              | 82,96                                          | 269,30            |
| {\displaystyle H_{2}(g)}        | 2,016               | 0                                              | 130,46            |
| {\displaystyle H(g)}            | 1,008               | 218,06                                         | 114,65            |
| {\displaystyle N_{2}(g)}        | 28,016              | 0                                              | 191,32            |
| {\displaystyle N(g)}            | 14,008              | 472,96                                         | 153,23            |
| {\displaystyle O(g)}            | 16,000              | 249,28                                         | 161,02            |
| {\displaystyle O_{2}(g)}        | 32,000              | 0                                              | 204,82            |
| {\displaystyle O_{3}(g)}        | 48,000              | 142,12                                         | 237,42            |
| {\displaystyle C}(grafit)       | 12,011              | 0                                              | 5,68              |
| {\displaystyle C}(diamant)      | 12,011              | 1,92                                           | 2,45              |
| {\displaystyle H_{2}O} (lichid) | 18,01528            | -285,10                                        | 69,96             |
| {\displaystyle H_{2}O} (gaz)    | 18,01528            | -241,8                                         | 188,74            |
| {\displaystyle HF} (lichid)     | 20,00634            | -299,8                                         |                   |
| {\displaystyle HF} (gaz)        | 20,00634            | -271,1                                         | 173,7             |
| {\displaystyle HCl} (gaz)       | 36,461              | -92,31                                         | 186,90            |